# Parapriacanthus elongatus
Parapriacanthus elongatus är en fiskart som först beskrevs av Mcculloch, 1911.  Parapriacanthus elongatus ingår i släktet Parapriacanthus och familjen Pempheridae. Inga underarter finns listade i Catalogue of Life.